# Limits (Pænda)
Limits è un singolo della cantante austriaca Pænda, pubblicato l'8 marzo 2019 su etichetta discografica Wohnzimmer Records. È stato scritto e composto a due mani dalla stessa cantante.
Il brano è stato selezionato internamente dall'ente radiotelevisivo nazionale ORF per rappresentare l'Austria all'Eurovision Song Contest 2019 a Tel Aviv, in Israele. Qui si è esibita nella seconda semifinale del 16 maggio, ma non si è qualificata per la finale, piazzandosi 17ª su 18 partecipanti con 21 punti totalizzati, tutti provenienti dalle giurie.
Tuttavia, dopo la finale è risultato che Lina Hedlund, una dei cinque giurati della Svezia, ha erroneamente votato al contrario durante la semifinale, piazzando Pænda prima invece che ultima e facendola risultare la terza più votata dalla giuria svedese, regalandole 8 punti; se non fosse stato per questo errore, Pænda si sarebbe piazzata ultima con 13 punti.

## Tracce
Download digitale
1. Limits – 3:25

Download digitale (Darude Remix)
1. Limits (Darude Remix) – 3:22